# Dopaje en España
En España, el dopaje o doping está regulado por la Ley Orgánica 11/2021, de 28 de diciembre, de lucha contra el dopaje en el deporte y, en menor medida, por la Ley Orgánica 3/2013, de 20 de junio, de protección de la salud del deportista y lucha contra el dopaje en la actividad deportiva, que está derogada en su mayoría por la primera ley mencionada.
El mayor organismo en España responsable de la lucha contra el dopaje es la Comisión Española para la Lucha Antidopaje en el Deporte, conocida tradicionalmente como Agencia Estatal Antidopaje.

## Casos en España
Sobre todo desde los años 1970 vienen siendo habituales los casos de dopaje en España, pero hay varios que han trascendido sobremanera.
Quizá el caso más sonado fue en 2004 cuando el exciclista Jesús Manzano admitió haberse dopado con varias sustancias. También hizo duras declaraciones sobre la Operación Puerto y sus implicados, que tuvo la misma o quizá más repercusión que las declaraciones de Manzano. Manzano llegó a declarar que en el ciclismo había "barra libre" con la hormona de crecimiento. También criticó duramente a Vicente Belda, José Miguel Echavarri y Alejandro Valverde en relación con el dopaje. Incluso llegó a describir la forma de utilización de dichas sustancias prohibidas y los efectos que en él producían.